# یواس‌اس لینگ (اس‌اس-۲۹۷)
یواس‌اس لینگ (اس‌اس-۲۹۷) (به انگلیسی: USS Ling (SS-297)) یک زیردریایی است که طول آن ۳۱۱ فوت ۸ اینچ (۹۵٫۰۰ متر) می‌باشد. این زیردریایی در سال ۱۹۴۳ ساخته شد.